# بروك بالدوين
بروك بالدوين (بالإنجليزية: Brooke Baldwin)‏ هي مذيعة أخبار وصحفية أمريكية، ولدت في 12 يوليو 1979 في أتلانتا في الولايات المتحدة.

## وصلات خارجية
- بروك بالدوين على موقع IMDb (الإنجليزية)
- بروك بالدوين على موقع قاعدة بيانات الفيلم (الإنجليزية)